# 5517 Джоніроджерс
5517 Джоніроджерс (5517 Johnerogers) — астероїд головного поясу, відкритий 4 червня 1989 року.
Тіссеранів параметр щодо Юпітера — 3,365.